# La Rioja (miasto)
La Rioja – miasto w zachodniej Argentynie, u podnóża gór Sierr de Velasco (Andy), stolica prowincji La Rioja. Około 190 tys. mieszkańców. W mieście urodziła się Isabel Perón - Prezydent Argentyny.
Miasto jest siedzibą klubów piłkarskich Andino i Independiente.
W mieście rozwinął się przemysł włókienniczy, drzewny oraz spożywczy.